# José de Rújula y Ochotorena
José de Rújula y Ochotorena (Madrid, 31 de mayo de 1892-Madrid, 1 de febrero de 1961), viii marqués de Ciadoncha, fue un genealogista español.

## Biografía
Nacido el 31 de mayo de 1892 en Madrid. Hijo del también cronista rey de armas Félix de Rújula y Martín-Crespo, llegó a ostentar las posiciones de rey de armas de Alfonso XIII y de la Diputación Foral de Navarra. Durante la dictadura franquista fue miembro del Consejo de la Hispanidad.
En 1956 recibió la distinción de la Gran Cruz de la Orden de Isabel la Católica. Falleció el 1 de febrero de 1961 en Madrid.

## Obras
- La villa de Betelu y sus casas solariegas (1920)[8]
- Los Ibarras y sus enlazados (1934).[8]
- Nobleza de Asturias : hidalguías de su Audiencia y Ayuntamientos. Madrid: Instituto Jerónimo Zurita (1945).